# Браян Ґілберт (тенісист)
Браян Ґілберт (англ. Brian Gilbert; 17 липня 1887 — 28 червня 1974) — колишній британський тенісист.
Перемагав на турнірах Великого шолома в змішаному парному розряді.

## Фінали турнірів Великого шолома

### Мікст: (1 перемога)
| Результат | Дата | Турнір               | Покриття | Партнер               | Суперники                         | Рахунок       |
| --------- | ---- | -------------------- | -------- | --------------------- | --------------------------------- | ------------- |
| Перемога  | 1924 | Вімблдонський турнір | Трава    | Кетлін Маккейн-Годфрі | Дороті Шеферд-Баррон Леслі Годфрі | 6–3, 3–6, 6–3 |